# Abbaye de Butende
L'abbaye de Butende est un monastère de moniales trappistines situé au nord-est de la ville de Masaka, en Ouganda. Elle est fondée en 1964.

## Localisation et toponymie
L'abbaye de Butende est située sur la rive nord-ouest du lac Victoria, à une dizaine de kilomètres de la rive et à environ 1 200 mètres d'altitude. Par rapport à la ville de Masaka dans le diocèse de laquelle l'abbaye est située, celle-ci est placée à une quinzaine de kilomètres au nord-est, à proximité de la route menant à Kampala.
Butende signifie « paume » en swahili, et, par extension, « louange ». C'est ce qui incite les trappistines à donner à l'abbaye de Butende le nom de « our Lady of Praise » (Notre-Dame de louange).

## Histoire

### Fondation
En 1964, treize religieuses trappistines partent de Koningshoeven pour fonder une abbaye en Ouganda. Une partie du site sur laquelle elles s'installent est un don du diocèse. Dans l'attente de la construction des bâtiments, elles logent à la paroisse. En 1966, elles déménagent dans leurs nouveaux locaux et commencent le travail de la terre sur leurs possessions, qui s'étendent sur 55 acres, soit environ vingt-deux hectares,.

### Développement
Les religieuses, outre leur vie de prière, se lancent dans la culture céréalière. Elles possèdent également un troupeau de vaches laitières, un autre de porcs et une basse cour ; la ferme compte aussi des plantations de bananes et d'ananas. Elles confectionnent par ailleurs des vêtements liturgiques catholiques et protestants ainsi que des chemises d'uniforme scolaire, et préparent une crème à base d'aloe vera,.
La communauté s'est équipée en électricité. En revanche, l'eau dépend de réservoirs d'eau pluviale, qui sont parfois vides quand la saison sèche dure longtemps. L’hôtellerie offre une capacité d'accueil de trente-cinq chambres.
Rapidement, des vocations locales affluent, et le prieuré est reconnu canoniquement comme abbaye le 10 juillet 1971. L'abbaye-mère devient alors celle de Victoria (de), beaucoup plus proche. Les troubles politiques qui affectent le pays, notamment la dictature d'Idi Amin Dada à partir de 1971 et la guerre ougando-tanzanienne en 1978-1979, perturbent la vie de l'abbaye, mais celle-ci se maintient malgré les menaces armées,. En 2013, l'abbaye compte vingt-huit religieuses, dont quatre novices, et une seule sœur néerlandaise,.

### Liste des responsables
- Ida Witkam, supérieure de 1964 à 1969
- Nicolette de Groot, supérieure de 1969 au 10 juillet 1971 puis abbesse de cette date à 1995
- Kisito Nakinyingi, abbesse du 26 août 1995 au 26 août 2001
- Agatha Nyiramugisha Baziaka, supérieure ad nutum du 11 décembre 2001 au 21 mai 2003
- Scholastica Musiimenta, supérieure ad nutum du 21 mai 2003 au 16 août 2004
- Thérèse Kiplagat Cheptoo, abbesse du 16 août 2004 au 31 août 2008
- Agatha Nyiramugisha Baziaka, abbesse du 14 octobre 2008 à 2014
- Augustine Kanyesigy, abbesse depuis 2015[2],[3].